# Nils den Hartog
Nils den Hartog (Schoonrewoerd, 25 maart 1994) is een Nederlands voetballer die speelt als doelman. In juli 2021 verliet hij Kozakken Boys.

## Clubcarrière
Den Hartog speelde in de jeugdopleiding van RKC Waalwijk. Lang kon de doelman niet spelen door een breuk van zijn kuit- en scheenbeen. Den Hartog maakte zijn debuut voor de Waalwijkse club op 19 december 2014, toen met 5–3 verloren werd van FC Emmen. Als vervanger van Arjan van Dijk verdedigde hij het gehele duel het doel. Dat seizoen zou hij tot zes optredens komen in de hoofdmacht en in de zomer van 2015 kreeg hij rugnummer 1 toegewezen. In de zomer van 2016 werd Den Hartog voor één jaar door RKC verhuurd aan Kozakken Boys. Na afloop van deze verhuurperiode besloot Kozakken Boys de doelman op definitieve basis aan te trekken. Eind 2020 besloot Den Hartog om deze club aan het einde van het seizoen 2020/21 weer achter zich te laten.

## Clubstatistieken
| Seizoen | Club         | Competitie     | Competitie | Competitie | Beker | Beker | Internationaal | Internationaal | Totaal | Totaal |
| Seizoen | Club         | Competitie     | Wed.       | Dlp.       | Wed.  | Dlp.  | Wed.           | Dlp.           | Wed.   | Dlp.   |
| ------- | ------------ | -------------- | ---------- | ---------- | ----- | ----- | -------------- | -------------- | ------ | ------ |
| 2014/15 | RKC Waalwijk | Eerste divisie | 6          | 0          | 0     | 0     | —              | —              | 6      | 0      |
| 2015/16 | RKC Waalwijk | Eerste divisie | 5          | 0          | 0     | 0     | —              | —              | 5      | 0      |
| Totaal  | Totaal       | Totaal         | 11         | 0          | 0     | 0     | 0              | 0              | 11     | 0      |

Bijgewerkt op 22 april 2025.